# Maglemosiano
Maglemosiano (ca 7500 a.C.- ca 6000 a.C.) è il nome dato ad una cultura del primo Mesolitico nell'Europa settentrionale. In Scandinavia, la cultura viene sostituita dalla cultura di Kongemose.
Il nome deriva da un sito archeologico danese, Maglemose, presso Mullerup nella parte occidentale della Zelanda, dove nel 1900 fu rinvenuto il primo insediamento. Nel secolo successivo furono rinvenuti molti altri insediamenti simili, dall'Inghilterra alla Polonia e da Scania in Svezia alla Francia settentrionale. 
Le popolazioni di questa cultura vivevano in un ambiente di foreste e paludi, utilizzando strumenti per la pesca e la caccia fabbricati in legno, osso, corno e selce: caratteristici di questa cultura sono i microliti con margini affilati, utilizzati per arpioni e frecce, e gli ami da pesca. Sembra che fosse stato addomesticato il cane. Alcune genti vivevano probabilmente in insediamenti stabili, ma la maggior parte erano nomadi. Si sono conservate capanne fatte di corteccia.
Il mare nell'Europa settentrionale non raggiunse il livello attuale che intorno al 6000 a.C., epoca entro la quale alcuni dei territori originariamente sede di questa cultura vennero probabilmente sommersi.